# Polyporus ferruginipes
Polyporus ferruginipes är en svampart som beskrevs av Corner 1984. Polyporus ferruginipes ingår i släktet Polyporus och familjen Polyporaceae.   Inga underarter finns listade i Catalogue of Life.